# Nóra Ružičková
Nóra Ružičková (* 17. května 1977 v Bratislavě) je slovenská básnířka, překladatelka a výtvarnice

## Životopis
Vystudovala Vysokou školu výtvarných umění v Bratislavě. Patří k nejvýraznějším a nejdiskutovanějším představitelkám mladé slovenské poezie. Ve své výtvarné tvorbě se věnuje videoumění a textovým animacím.

## Dílo

### Básnické sbírky
- 1998 Mikronauti
- 2000 Osnova a útok
- 2004 Beztvárie
- 2007 Parcelácia vzduchu

### Překlady z němčiny
- POSCHMANN, Marion. Zamknuté komory. Levoča: Modrý Peter, 2014. Edícia: Moderná svetová poézia. Preklad: Nóra Ružičková. 72 S.